# بیمارستان امام خمینی (ره)
بیمارستان امام خمینی (ره) مربوط به دوره پهلوی است و در آبادان، خیابان شهید منتظری واقع شده و این اثر در تاریخ ۹ اردیبهشت ۱۳۸۲ با شمارهٔ ثبت ۸۳۵۵ به‌عنوان یکی از آثار ملی ایران به ثبت رسیده است.